# Pajala (plaats)
Pajala is een dorp in het noorden van Zweden. Het is het grootste dorp binnen de gemeente Pajala en vormt het bestuurscentrum van die gemeente. Pajala ligt aan de rivier de Torne zeven kilometer voor het punt, ten oosten van het punt waar de Torne de Muonio instroomt. Eerst de Munio en daarna de Torne vormen de grens met Finland.
Pajala is naar Lasse Pajanen genoemd, die het heeft gesticht. Hij kwam uit Finland en was een soort handelsvertegenwoordiger en douanier. Vanuit Pajala werden een aantal dorpen in de omgeving gesticht. Het dorp kent enige bekendheid, vanwege de dominee en botanicus Lars Levi Læstadius die hier in het midden van de 19e eeuw heeft gewoond. Het dorp is in de Winteroorlog door de toenmalige Sovjet-Unie in de strijd tegen Finland gebombardeerd, in 1940. De Sovjet-Unie heeft na de oorlog de schade vergoed. De schrijver Mikael Niemi is in Pajala geboren. Zijn boek Populärmusik fran Vittula uit 2000 speelt zich in Pajala af en is in 2004 verfilmd.

## Verkeer
Pajala is een kruispunt van allerlei wegen, maar een directe korte weg naar de Finse grens is er niet:
- De Riksväg 99 gaat naar het noorden naar Kaaresuvanto en naar het zuiden naar Pello op de grens met Finland. Dat ligt op 60 km en er is daar een brug naar het Pello in Finland
- De Länsväg 392 gaat naar het zuiden naar Nybyn bij Överkalix.
- De Länsväg 395 gaat naar het oosten naar Vittangi.
- De Länsväg 403 gaat naar het noorden naar Kaunisjoensuu op 32 km aan de grens met Finland. Er kan daar naar het dorp Kolari in Finland worden overgestoken.

## Websites

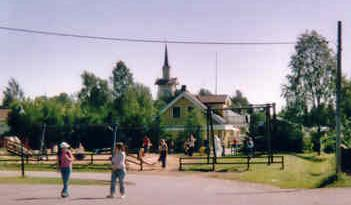
Kerk van Pajala

- officiële website. Pajala kommun

Aareavaara · Anttis · Huukki · Isovaara · Jarhois · Juhonpieti en Erkheikki · Junosuando · Kainulasjärvi · Kangos · Kardis · Kassa · Kätkesuando · Käymäjärvi · Kaunisvaara · Kengis · Kenttä · Keräntöjärvi · Kieksiäisvaara · Kiilarova · Kihlanki · Kitkiöjärvi · Kitkiöjoki · Kolari · Kompelusvaara · Korpilombolo · Kurkkio · Lahenpää · Lahnajärvi · Lautakoski · Liviöjärvi · Lovikka · Männikkö · Muonionalusta · Muodoslompolo · Narken · Nuuksujärvi · Ohtanajärvi · Oksajärvi · Pääjärvi · Pajala · Parkalompolo · Pentäsjärvi · Peräjävaara · Pimpiö · Ristimella · Ruosteranta · Sahavaara · Saittarova · Salmijärvi · Särkimukka · Sattajärvi · Selkäjärvi · Suaningi · Talinen · Tärendö · Teurajärvi · Torinen · Törmäsniva · Tornefors